# Бекетаев, Марат Бакытжанович
Марат Бакытжанович Бекетаев (каз. Марат Бакытжанұлы Бекетаев; 29 августа 1977, Чимкент, Казахская ССР) — министр юстиции Казахстана (с 2016 года, и.о. с 5 января 2022), заместитель руководителя администрации президента Казахстана (с декабря 2015 по сентябрь 2016).

## Биография
Происходит из рода шапырашты Старшего жуза. В 1998 году окончил Казахский государственный юридический университет. В 2000 году получил степень магистра права по группе предметов «Международное бизнес-право» в Лондонской школе экономики и политических наук.
Работал в министерстве иностранных дел Казахстана. В 2001—2002 годах занимал должность заведующего сектором в департаменте по работе с дипломатическими представительствами. В 2002—2003 годах был начальником управления по обслуживанию дипломатического корпуса.
Следующим местом работы стало агентство по делам государственной службы Казахстана. В 2003—2004 годах занимал должность начальника отдела, начальника управления и советника председателя. В 2004 году был заместителям директора центра информации и тестирования. В 2004—2006 годах занимал должности заместителя директора и директора «Евразийского центра обучения государственных служащих».
В 2006—2015 годах работал в правительстве. В 2006—2007 годах — советник заместителя премьер-министра Казахстана, в 2007 году — советник премьер-министра. В 2007—2010 заместитель министра юстиции. В 2010—2015 годах ответственный секретарь министерства юстиции.
11 декабря 2015 года назначен заместителем руководителя администрации президента Республики Казахстан. С 13 сентября 2016 года занимает должность министра юстиции в кабинете Бакытжана Сагинтаева.
Является членом совета директоров компании «Eurasian Natural Resources Corporation» (2008) и АО «Национальный центр по управлению персоналом государственной службы» (2009).

## Скандалы
Одним из членов предыдущего правительства РК, потерявших свое кресло в результате январского «взрыва» протестов 2022 года, был Марат Бекетаев (5 января). 14 января он назначен советником нового премьер-министра. Журналисты называют его уникальным специалистом по юридической борьбе с политическими и экономическими врагами Нурсултана Назарбаева. В первую очередь с Мухтаром Аблязовым и молдавскими инвесторами Стати.
По данным СМИ, отставка Бекетаева стала результатом проверки его действий компетентными органами. Проверяющим якобы удалось установить, что Марат Бекетаев получал от подрядчиков, задействованных в судебно-правовом противостоянии с молдавскими бизнесменами Стати, неплохой «бонус» - якобы по 300 тысяч долларов США в год.
Благодаря "утечке Kazaword", стало известно, что он не экономил на своих частных расходах. Взять, к примеру, историю про то, как Марат Бекетаев арендовал квартиру для своего семейства в Лондоне и кто ему в этом помогал.
Первоначально иски возникли в связи с незаконным захватом Казахстаном нефтяного бизнеса Стати в 2010 году. Начиная с 1999 года бизнесмены Стати приобрели две компании, владевшие неиспользуемыми лицензиями на месторождения Боранколь и Толкын, а также блок Табыл в Казахстане. В течение следующего десятилетия они инвестировали более 1 миллиарда долларов США, чтобы превратить компании в успешные предприятия по разведке и добыче. К концу 2008 года бизнес стал прибыльным и приносил значительный доход казахстанскому государству. Как раз в тот момент, когда бизнесмены Стати планировали получать дивиденды, более полудюжины государственных органов провели многочисленные обременительные проверки деятельности компаний, в результате которых против Стати и их казахстанских компаний были выдвинуты ложные обвинения в неправомерных действиях, включая уголовные преступления, преследования их генеральных директоров по ложным предлогам. Действия Казахстана поставили под сомнение права бизнесменов Стати на их инвестиции, подвергли их необоснованным налоговым начислениям и уголовным санкциям на сотни миллионов долларов и, в конечном итоге, привели к тому, что стокгольмский трибунал признал изъятие и национализацию инвестиций Стати казахстанскими властями в июле 2010 года незаконной.
Стати продолжают свою многолетнюю борьбу за приведение в исполнение решения суда в деле о нарушении Казахстаном положений о защите инвесторов согласно Договору Энергетической хартии. В декабре 2013 года арбитражный суд Стокгольма постановил, что Казахстан нарушил международное право, не показав справедливое и беспристрастное отношение к инвестициям Стати в Казахстане, и присудил выплатить бизнесменам Стати компенсацию убытков, судебных издержек и процентов на сумму более чем 500 миллионов долларов США.
Бывший министр юстиции Марат Бекетаев возглавляет кампанию по защите действий Масимоваи Боранбаева в нескольких юрисдикциях, что обошлось казахстанским налогоплательщикам в сотни миллионов долларов.

## Происшествия
В 2009 году дорожная полиция РК обвиняла вице-министра юстиции Марата Бекетаева в управлении автотранспортным средством в нетрезвом состоянии. По версии инспекторов, которые ночью задержали чиновника на одной из улиц Астаны, Бекетаев был не просто пьян - в таком состоянии он проехал несколько перекрёстков на запрещающий сигнал светофора. Однако защита вице-министра строилась на том, что за рулём был вовсе не он, а его друг. При этом задержанный замминистра по какой-то причине отказался проходить медицинское освидетельствование. Эксперты столичного наркодиспансера, куда Бекетаева всё же доставили той ночью, вынуждены были ограничиться лишь визуальным осмотром, и сделали вывод, что вице-министр был далеко не трезв.
На позицию суда повлияло отсутствие результатов экспертизы, которые могли бы доказать его опьянение. Аудио- и видеоматериалы, предоставленные полицией, судьи сочли недостаточным доказательством его вины. В итоге было решено, что дело следует прекратить "в связи с отсутствием состава административного правонарушения".

## Личная жизнь
Жена — Бекетаева (Нурпеисова) Гюльнара Муликовна. Две дочери: Алина (2008 г. р.) и Малика (2013 г. р.).

## Награды
Награды Казахстана
| Страна    | Дата | Награда                          | Награда                          |
| --------- | ---- | -------------------------------- | -------------------------------- |
| Казахстан | 2011 | Кавалер ордена Курмет            | Кавалер ордена Курмет            |
| Казахстан | 2017 | Кавалер ордена Парасат           | Кавалер ордена Парасат           |
| Казахстан | 2018 | Юбилейная медаль «20 лет Астане» | Юбилейная медаль «20 лет Астане» |

- Медаль «За укрепление парламентского сотрудничества» (27 ноября 2020 года, Межпарламентская ассамблея СНГ) — за особый вклад в развитие парламентаризма, укрепление демократии, обеспечение прав и свобод граждан в государствах — участниках Содружества Независимых Государств[11]